# دييغو روتشا
دييغو روتشا (بالبرتغالية: Diego Rosa‏) (22 مارس 1989 في كامبو غراندي في البرازيل – )؛ هو لاعب كرة قدم كان يلعب كلاعب وسط.

## وصلات خارجية
- دييغو روتشا على موقع رابطة كرة القدم اليابانية للمحترفين (اليابانية)
- دييغو روتشا على موقع قاعدة بيانات كرة القدم.إي يو (الإنجليزية)
- دييغو روتشا على موقع Soccerway.com (الإنجليزية)
- دييغو روتشا على موقع عالم كرة القدم.نت (الإنجليزية)